# Aloe anivoranoensis
Aloe anivoranoensis (укр. Алое анівораноензис, Алое аніворанське)  — сукулентна рослина роду алое.

## Етимологія
Видова назва походить від місця зростання Північне Аніворано.

## Морфологічний опис
Рослини висотою до 15 — 30 см, з діаметром розетки до 30-45 см. На стовбурі висотою до 20 см розгалужені від основи 8-10 вигнутий униз листків, лінійні до 30 (50) см, синьо-зелениого кольору. Зубчики на листях 1 — 2 мм завдовжки. Прості суцвіття, 10-20 см заввишки. Цвіте помаранчевими квітами.

## Місця зростання
Зростає на північно-східному Мадагаскарі у тріщинах вапнякових скель, заповнених гумусом в листяному лісі поблизу Північного Аніворано. Є відомості про наяівність лише 2 — 5 локалитетів.

## Умови зростання
Мінімальна температура — + 10 °C. Надає перевагу сонячним місцям або легкій тіні. Посухостійка рослина.